# Darius Adams
Pour les articles homonymes, voir Adams.
Darius Adams, né le 17 avril 1989 à Decatur dans l'Illinois, est un joueur américain de basket-ball.